# 静岡県道122号松崎港線
静岡県道122号松崎港線（しずおかけんどう122ごう まつざきこうせん）は静岡県賀茂郡松崎町を通る一般県道である。

## 概要

### 路線データ
- 陸上距離：720m
- 起点：松崎港（賀茂郡松崎町松崎）
- 終点：賀茂郡松崎町江奈（国道136号交点）

## 地理
松崎商店街を通る道である。終点付近に松崎バスターミナルがある。

### 接続路線
- 国道136号

### 通過する自治体
- 静岡県
  - 賀茂郡松崎町